# ATC (V06)
Jest to część klasyfikacji anatomiczno-terapeutyczno-chemicznej:
- V – Różne
  - V 01 – Alergeny
  - V 03 – Pozostałe środki lecznicze
  - V 04 – Środki diagnostyczne
  - V 06 – Preparaty żywieniowe
  - V 07 – Wszystkie inne preparaty nieterapeutyczne
  - V 08 – Środki cieniujące
  - V 09 – Radiofarmaceutyki diagnostyczne
  - V 10 – Radiofarmaceutyki lecznicze
  - V 20 – Opatrunki chirurgiczne

Obejmuje ona preparaty do leczenia żywieniowego
Cechą szczególną tej grupy ATC jest brak nazw międzynarodowych dla preparatów do niej zaklasyfikowanych. 

## V 06 A – Preparaty żywieniowe stosowane w leczeniu otyłości
- V 06 AA – Preparaty żywieniowe ubogokaloryczne

## V 06 C – Preparaty żywieniowe dla niemowląt
- V 06 CA – Preparaty żywieniowe niezawierające fenyloalaniny

## V 06 D – Inne preparaty żywieniowe
- V 06 DA – Preparaty żywieniowe zawierające białka, węglowodany, składniki mineralne, witaminy
- V 06 DB – Preparaty żywieniowe zawierające tłuszcze, białka, węglowodany, składniki mineralne, witaminy
- V 06 DC – Preparaty żywieniowe zawierające węglowodany
  - V 06 DC 01 – glukoza
  - V 06 DC 02 – fruktoza
- V 06 DD – Preparaty żywieniowe zawierające aminokwasy, włącznie z preparatami zawierającymi również  polipeptydy
- V 06 DE – Preparaty żywieniowe zawierające aminokwasy, węglowodany, składniki mineralne, witaminy
- V 06 DF – Preparaty mlekozastępcze
- V 06 DX – Inne preparaty zawierające różne substancje odżywcze